# گلا زالیشویلی
گلا زالیشویلی (انگلیسی: Gela Zaalishvili؛ زادهٔ ۱۹ اوت ۱۹۹۹) جودوکار اهل گرجستان است.